# روث جريفز كينغ
روث جريفز كينغ (بالإنجليزية: Ruth Graves King)‏ من مواليد 28 يناير 1933، هي طبيبة نفسية تربوية كانت أول امرأة ترأس جمعية علماء النفس السود. أدى اهتمامها بالرياضة إلى تعليم التربية البدنية. أثناء التدريب، أصبحت مهتمة بعلم النفس، وحصلت على دكتوراه في التعليم من جامعة تمبل. عملت في المنظمات الحكومية والمجتمعية، بالإضافة إلى التدريس في كلية المدينة الفيدرالية وجامعة هوارد والاستشارات. نشرت روايتين وهي متزوجة ولديها طفلان.

## سيرة ذاتية
ولدت كينغ في جبل هولي، نيو جيرسي، وهي الطفل السادس من ثمانية أطفال، خمسة منهم حصلوا على درجات الدكتوراه. كان والداها أوليف وهنري جريفز. نشأت في مورستاون، نيو جيرسي، ودخلت مدرسة ابتدائية منفصلة، وتخرجت من مدرسة مورستاون الثانوية. وحصلت على بكالوريوس العلوم (BS) عام 1956 في التربية الصحية والتربية البدنية من كلية نيوجيرسي. وهي مهتمة بأن تصبح صحفية، وقد أصبحت رئيسة تحرير صحيفة الكلية في عامها الأخير.